# Constantin Angelescu (economist)
Constantin Angelescu (n. 1883, București, România – d. 1973, București, România) a fost un politician și economist român, guvernator al Băncii Naționale a României în trei rânduri: în 1931; 1931–1934 și în 1944. În timpul primului mandat, a fost împușcat de cinci ori de un legionar și a scăpat ca prin minune cu viață.
A fost pe rând, membru în partidele Conservator Democrat și Național Țărănesc.
În ultimul mandat, a supervizat adăpostirea tezaurului României la Mănăstirea Tismana în timp ce țara era în curs de a fi ocupată de Armata Roșie la sfârșitul celui de al Doilea Război Mondial. A deținut mai multe proprietăți, inclusiv un conac în satul Bucșani din sudul României (astăzi în județul Giurgiu), care i-au fost confiscate de regimul comunist.